# 广州市白云区图书馆
广州市白云区图书馆是广州市白云区区级的图书馆，位于云城西路1211号。原址位于机场路1035号白云区文化活动中心大院内。新馆由何鏡堂带领华南理工大学建筑设计研究院主导设计，于2021年9月27日正式对外开放。